# مرلاین

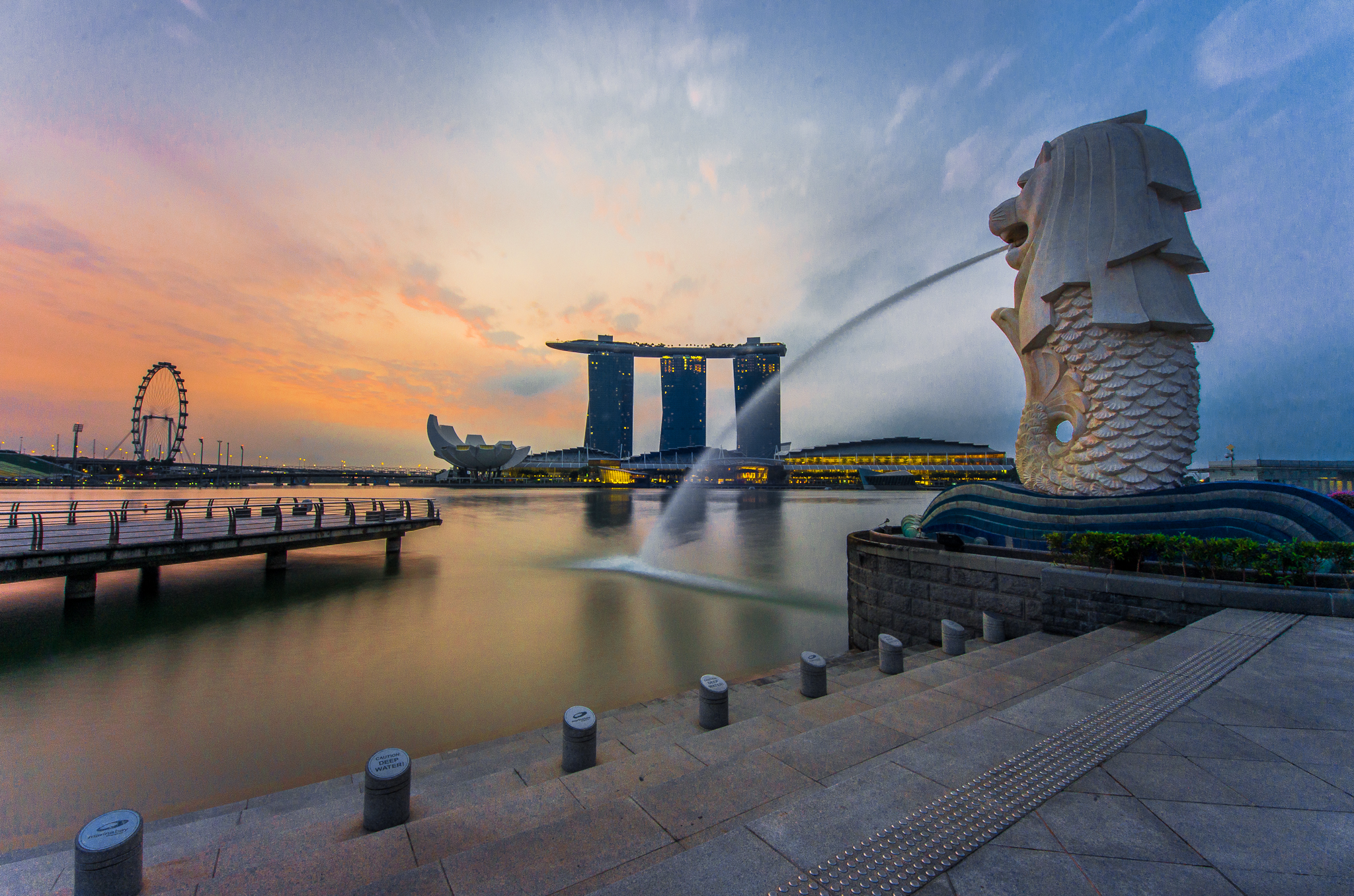
مرلاین از پشت دیده شده از سه برج مارینا بی سندز.

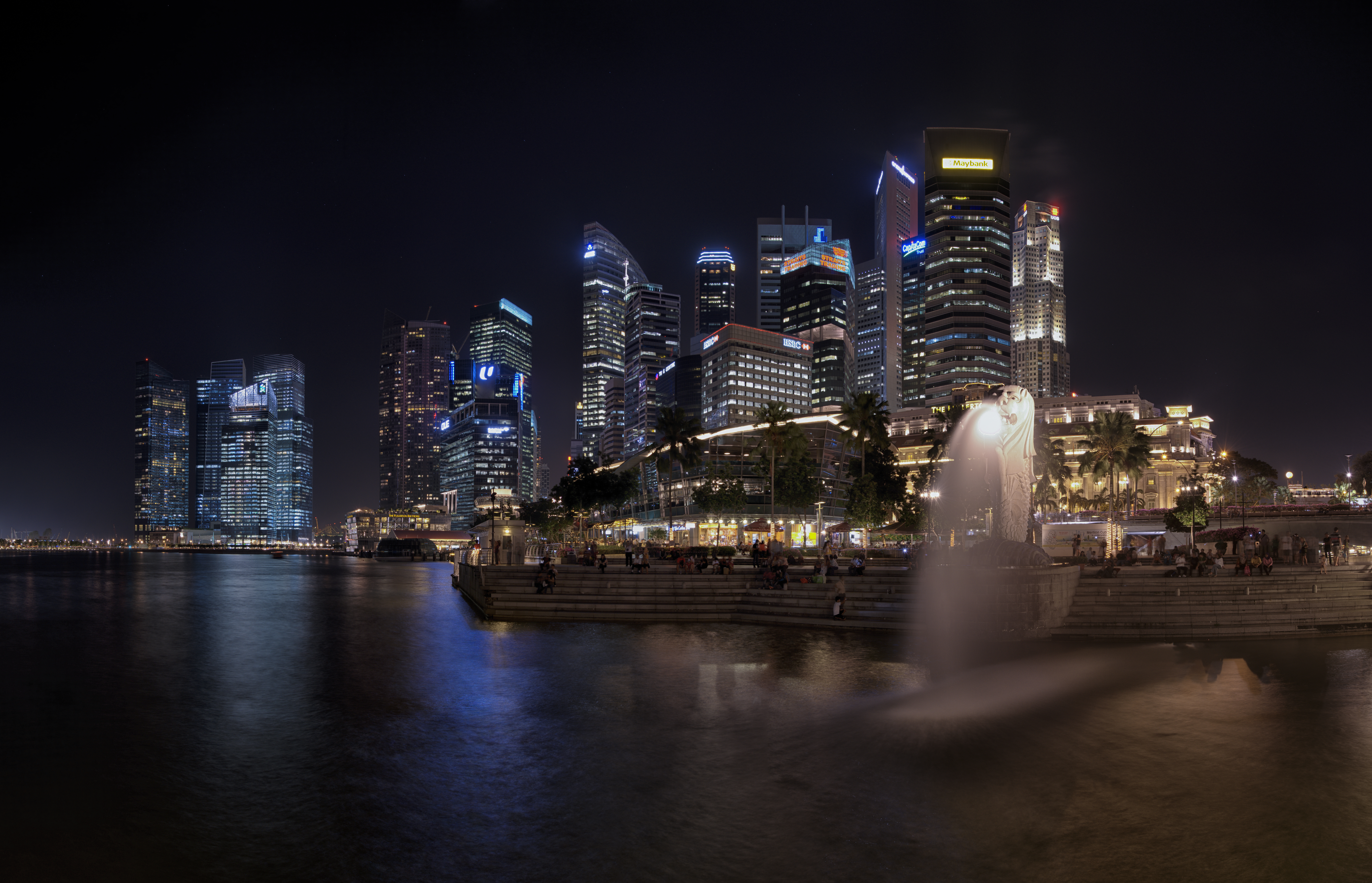
پارک مرلاین

مرلاین (به انگلیسی: Merlion) احتمالاً مخلوقی در نشان‌شناسی غربی است که مخلوقی را توصیف می‌کند با سر شیر و بدن یک ماهی.
در سنگاپور، مرلاین تبدیل به نمادی برای بازاریابی و به‌عنوان نشان و تجسم‌بخشی به ملیت سنگاپور شده‌است.

## نگارخانه
